# Emanuel Herncisz

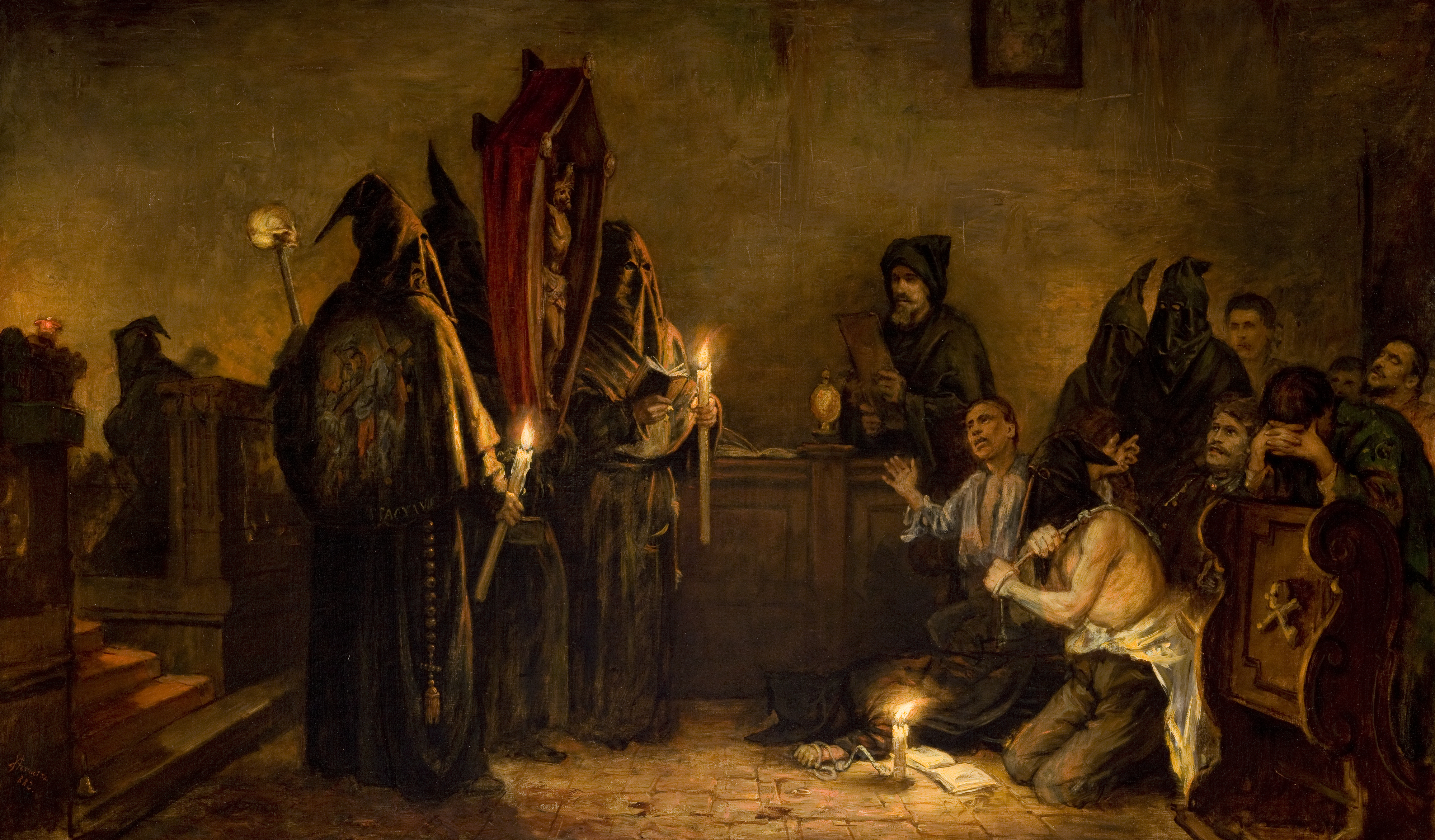
Obraz Biczownicy pędzla Herncisza.

Emanuel Edmund Herncisz (ur. 25 grudnia 1858 w Brzezince, zm. 19 sierpnia 1885 w Krakowie) – polski malarz.
Urodził się w rodzinie robotniczej, jego ojciec Franciszek pracował na kolei jako maszynista. W roku 1874 podjął studia malarskie w krakowskiej Szkole Sztuk Pięknych, ucząc się m.in. u Jana Matejki, pod wpływem malarstwa którego pozostawał i w późniejszym okresie. Po zakończeniu nauki w 1882 uzyskał stypendium austriackie, dzięki któremu przez rok uzupełniał studia w Akademii Sztuk Pięknych w Monachium. Pod koniec 1883 został zmuszony przez postępy gruźlicy płucnej, na którą cierpiał, do powrotu do Krakowa, gdzie zmarł w 1885. Został pochowany na cmentarzu Rakowickim.
Herncisz miał opinię utalentowanego artysty już na studiach, co przejawiało się uzyskaniem nagrody w krakowskiej szkole i czteroletniego stypendium rządowego, a potem rocznego na studia zagraniczne. Na swoich płótnach przedstawiał często życie chłopów polskich. Oprócz tego interesował się tematyką historyczną, w tym stworzył w 1882 wielkoformatowe płótno pt. „Wit Stwosz pokazujący swój ołtarz w kościele Mariackim patrycjuszom krakowskim“. 
Obrazy Herncisza są m.in. w kolekcji Muzeum Narodowego w Krakowie.